# Wetteren
Wetteren – miejscowość i gmina (gemeente) w Belgii, w Regionie Flamandzkim, w prowincji Flandria Wschodnia, w okręgu Dendermonde.

## Podział administracyjny
W skład gminy wchodzą dwie dzielnice (deelgemeente):
- Massemen
- Westrem

## Demografia
- Źródła: NIS, od 1806 do 1981= według spisu; od 1990 liczba ludności w dniu 1 stycznia

1 stycznia 2024 całkowita populacja Wetteren liczyła 26 960 osób. Łączna powierzchnia gminy wynosi 37,02 km², co daje gęstość zaludnienia 728 mieszkańców na km².